# Baden-Württembergische Theatertage
Die Baden-Württembergischen Theatertage (BWT) finden seit 1968 in Theatern des Bundeslandes Baden-Württemberg statt.
Seit 1977 treffen sich im Abstand von zwei Jahren die im baden-württembergischen Landesverband des Deutschen Bühnenvereins zusammengeschlossenen Theater in wechselnden Städten. Seit 1983 findet parallel auch das Treffen der Arbeitsgemeinschaft der Kinder- und Jugendtheater Baden-Württemberg statt. Seit dem Festival in Konstanz im Jahr 2007 stehen die Baden-Württembergischen Theatertage unter einem Motto, nach dem die gezeigten Stücke von den jeweiligen Theatern thematisch passend gewählt werden. Die Theatertage 2011 hatten 13.500 Zuschauer, was einer Gesamtauslastung von ca. 87 % entspricht.
Im Juni 2013 fanden die Theatertage in Pforzheim statt, im Juli 2017 in Ulm.
2019 ist das Theater Baden-Baden Gastgeber der 24. Baden-Württembergischen Theatertage. In der Intendanz von Nicola May kommen die Theatertage nach 2005 bereits zum zweiten Mal nach Baden-Baden.

## Die 24. Baden-Württembergischen Theatertage in Baden-Baden
Alle Staats-, Stadt- und Landestheater von Mannheim bis Konstanz und von Karlsruhe bis Aalen zeigen zwischen dem 24. Mai und 2. Juni 2019 ihre Inszenierungen in Baden-Baden. So lässt sich an einem Ort die Vielfalt und die Qualität der baden-württembergischen Theaterlandschaft erleben – für Erwachsene ebenso wie für Kinder und Jugendliche. Mehr als 30 unterschiedliche Aufführungen sind in nur 10 Tagen in Baden-Baden zu sehen. 38 Einführungen und Nachgespräche bieten die Gelegenheit, mit den Theatermachern ins Gespräch zu kommen.
Auch zwischen den Künstlern wird der Austausch bei den 24. Baden-Württembergischen Theatertagen groß geschrieben. Neben dem Arbeitskreis Junges Theater treffen sich weitere Berufsgruppen aus dem ganzen Bundesland: darunter die Deutsche Theatertechnische Gesellschaft, die Kostümschaffenden, das Inspizientennetzwerk, die Maskenbildner und die Regieassistenten. Hinzu kommt das Theatertage-Forum, ein Stipendiaten-Programm für junge Theaterschaffende, das 2019 erstmals stattfindet.
Ein vielfältiges Rahmenprogramm bestehend aus Ausstellungen, Natur- und Kultur-Führungen, Vorträgen, Kino und Livemusik im Festivalzentrum, im Kulturhaus LA8, komplettieren das Theaterprogramm.
Das Motto
Das Festival steht 2019 unter dem Motto #draußen, einem Begriff, der positive wie negative Assoziationen weckt. Denn #draußen verheißt Reiselust, Natur oder einen Spaziergang in der Lichtentaler Allee in Baden-Baden. Aber #draußen befinden sich auch diejenigen, die in der Gesellschaft ausgegrenzt und angefeindet werden. Das Festival-Motto spiegelt damit die gegenwärtigen Debatten um eine offene und tolerante Gesellschaft wider – zwischen Heimat, Offenheit und Abschottung. #draußen wird bei den 24. Baden-Württembergischen Theatertagen auch ganz praktisch erfahrbar: 16 Veranstaltungsorte von Iffezheim bis Lichtental werden zur Bühne.
Teilnehmende Theater
-	Theater der Stadt Aalen

-	Theater Baden-Baden

-	Badische Landesbühne Bruchsal

-	Württembergische Landesbühne Esslingen

-	Theater Freiburg

-	Theater und Orchester Heidelberg

-	Theater Heilbronn

-	Badisches Staatstheater Karlsruhe

-	Theater Konstanz

-	Akademie für Darstellende Künste Ludwigsburg

-	Nationaltheater Mannheim

-	Baal Novo Eurodistrict Offenburg

-	Theater Pforzheim

-	Zimmertheater Rottweil

-	Staatstheater Stuttgart

-	Theater Rampe Stuttgart

-	Theaterhaus Stuttgart

-	Junges Ensemble Stuttgart

-	Landestheater Württemberg-Hohenzollern Tübingen Reutlingen

-	Theater Ulm

-	Junge Ulmer Bühne
Inszenierungen
-	Andorra (Landestheater Württemberg-Hohenzollern Tübingen Reutlingen)

-	Welterben (Theater Baden-Baden)

-	The European House of Gambling (Theater Rampe Stuttgart)

-	The Broken Circle (Badisches Staatstheater Karlsruhe & Stadsteater Uppsale Schweden)

-	Judas (Theater Ulm)

-	Fahrenheit 451 (Theater Pforzheim)

-	Heisenberg (Theater der Stadt Aalen)

-	Warten auf Godot (Theater Konstanz)

-	The Inhabitants (Theater und Orchester Heidelberg & Dance Theatre Heidelberg)

-	Lehman Brothers – Aufstieg und Fall einer Dynastie (Theater Baden-Baden)

-	Wir sind die Guten (Theater Freiburg)

-	Mitleid – Die Geschichte des Maschinengewehrs (Landestheater Württemberg-Hohenzollern Tübingen Reutlingen)

-	Der Fluch der Tantaliden (Nationaltheater Mannheim)

-	Die Antigone des Sophokles (Landestheater Württemberg-Hohenzollern Tübingen Reutlingen)

-	Heimat von oben (Akademie für Darstellende Künste Ludwigsburg)

-	Die Deutsche Ayse (Theaterhaus Stuttgart)

-	Amerika (Badische Landesbühne Bruchsal)

-	Das Imperium des Schönen (Schauspiel Stuttgart)

-	Hexenjagd (Theater Heilbronn)

-	Die Barmherzigen Leut‘ von Martingsried (Württembergische Landesbühne Esslingen)

-	Der Raub der Europa (Zimmertheater Rottweil)

-	Astronauten (Junges Ensemble Stuttgart)

-	Erschieß die Apfelsine (Junges Theater Konstanz)

-	Miyu Unsahiro (Junges Theater Heidelberg)

-	Nina und Paul (Junges Ensemble Stuttgart)

-	Die Geschichte von Lena (Theater der Stadt Aalen)

-	Der Goldne Top (Junges Theater Baden-Baden)

-	Zuhause ist Krieg (Junges Landestheater Württemberg-Hohenzollern Tübingen Reutlingen)

-	Die Geschichte von Petit Pierre (Baal Novo Eurodistrict Offenburg)

-	Zonka und Schlurch (Junge Württembergische Landesbühne Esslingen)

-	Mit den Ohren sehen, auf der Nase tanzen (Junge BLB Bruchsal)

-	Die Kuh Rosemarie (June Ulmer Bühne)

-	Ein König zu viel (Junge BLB Bruchsal)

-	Malala – Mädchen mit Buch (Junges Theater Baden-Baden)